# Celtic Punk

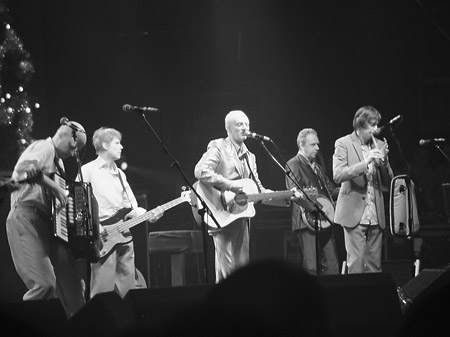
The Pogues 2004 in London

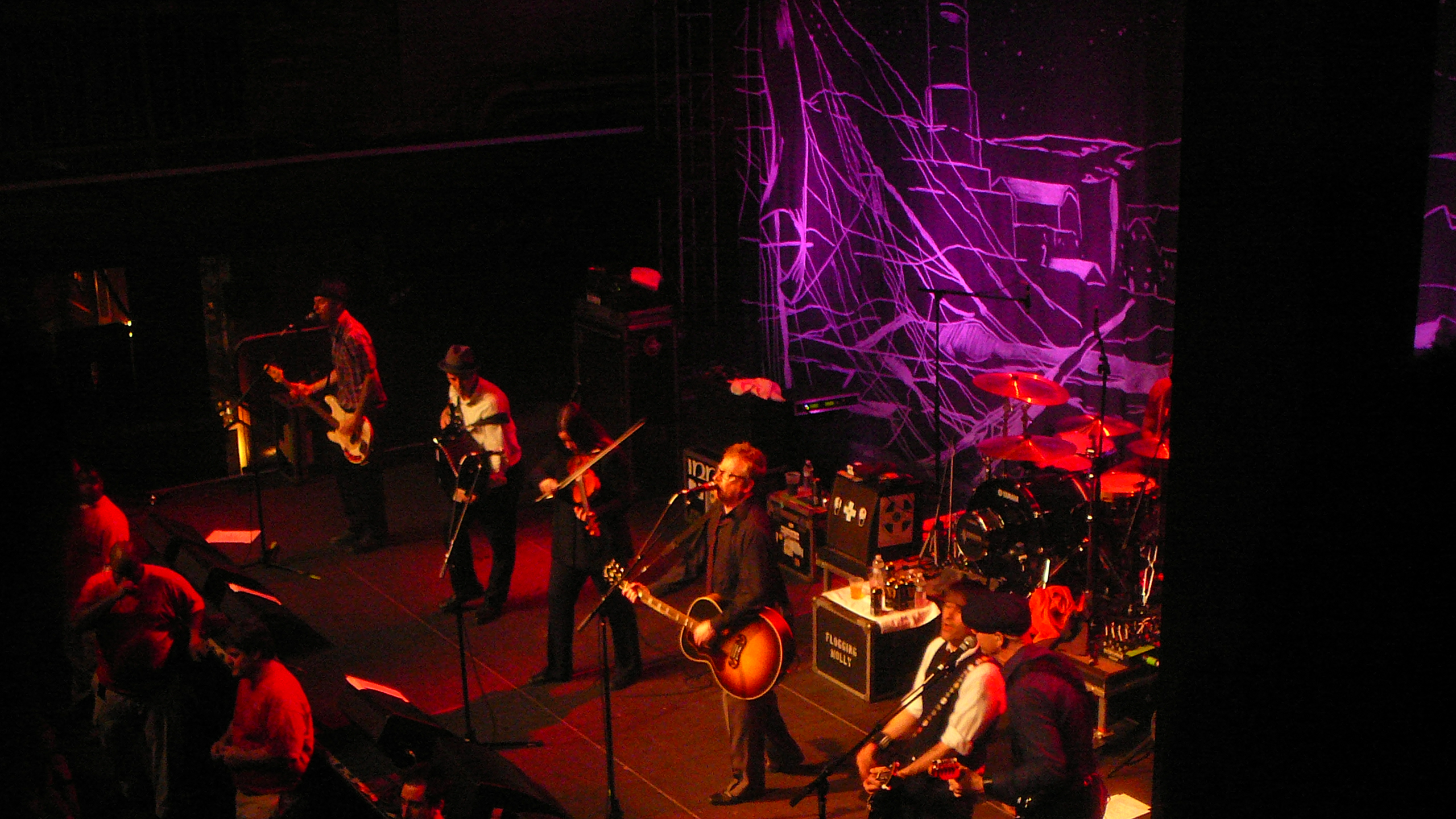
Flogging Molly 2010 in Baltimore

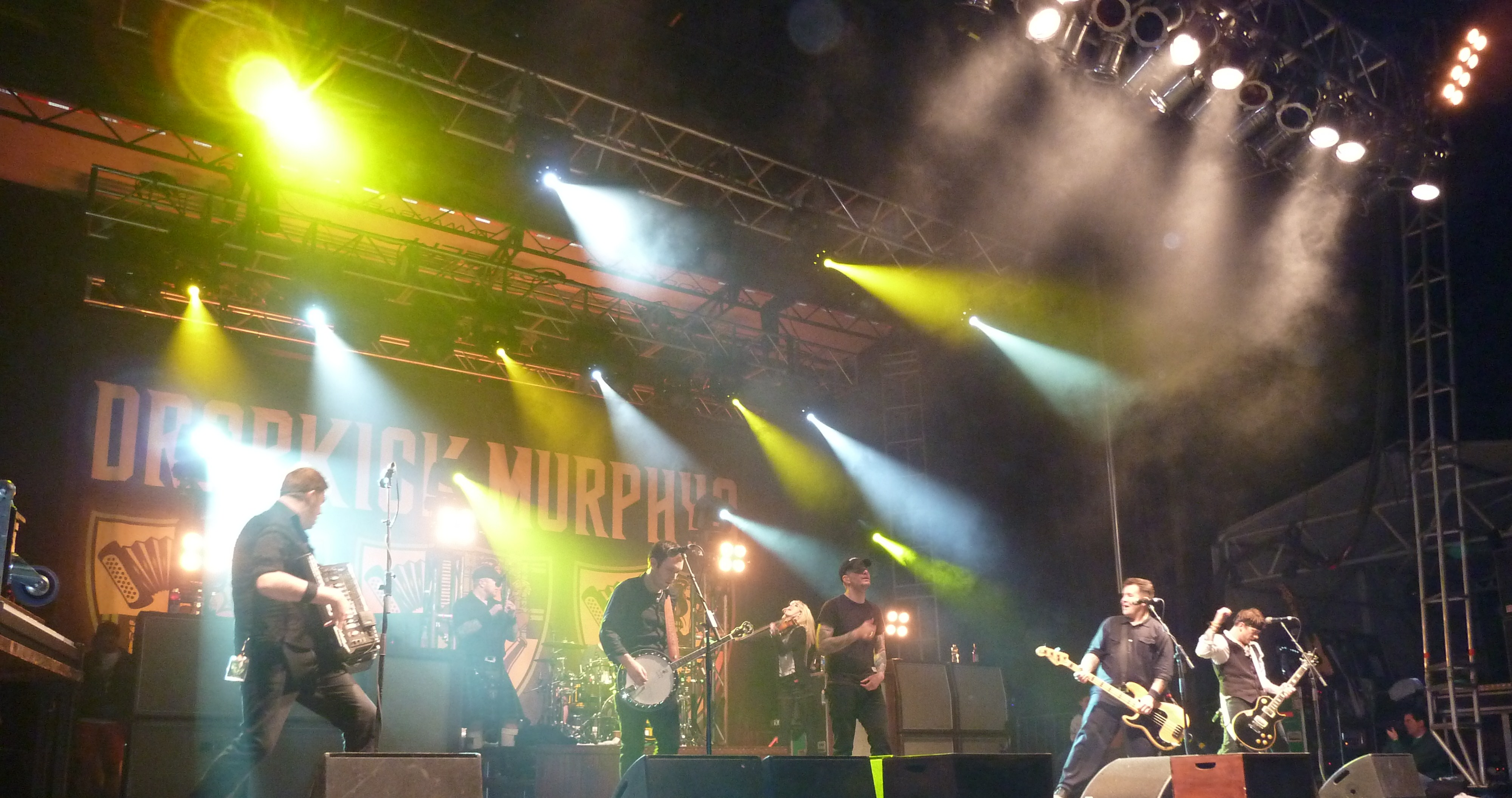
Dropkick Murphys 2011 beim National Shamrock Fest in Washington, D.C.

Celtic Punk bezeichnet ein Subgenre des Folk-Punk, welches durch die Vermischung von Stilelementen und Ansätzen der Punkmusik und/oder des Folk-Rock mit Elementen der Irischen Folklore-Musik zustande kommt. Die erste Irish-Folk-Punk-Band waren die 1981 gegründeten The Pogues. Auch Bands wie die The Levellers, New Model Army oder The Men They Couldn’t Hang wurden mit diesem Subgenre assoziiert. Zu den bekannteren Vertretern des Celtic Punk gehören heute die Dropkick Murphys und Flogging Molly sowie in Deutschland Fiddler’s Green und Across the Border.

## Geschichte
Die Pogues erlangten Anfang der 80er Jahre in der Londoner Pub- und Bar-Szene regionale Berühmtheit, mit ihren Alben Rum, Sodomy & the Lash und If I Should Fall from Grace with God wurden sie auch in den USA und in Asien, z. B. in Japan, sehr bekannt. Ihre 1988 veröffentlichte Single Fairytale of New York wurde ein Hit, dies verhalf dem Folk-Punk zu einem größeren Publikum. If I Should Fall from Grace with God erreichte in den britischen Charts den dritten Platz, Fairytale Of New York den zweiten.
Zur gleichen Zeit wie die Pogues entwickelten The Men They Couldn’t Hang einen ähnlichen Stil, der sich jedoch weniger auf den Irish Folk stützte. Ihre erste Single, Green Fields of France, wurde in den britischen Indie-Charts ein Hit, erhielt intensives Airplay in der John Peel Show und belegte in den Festive Fifty den vierten Platz. Mit ihren Alben Waiting for Bonaparte und Silver Town gelangen der Band weitere Erfolge, Silver Town erreichte in den britischen Charts den 39. Platz und war damit das erfolgreichste Album der Gruppe.
Die schottische Band Nyah Fearties begann im Jahr 1982 – ein Jahr nach den Pogues – Folkmusik mit Punkrock zu verbinden. Die Gruppe hatte ebenfalls einen Anteil an der Folk-Punk-Szene und begleitete die Pogues sogar auf einer Tournee durch Frankreich. Der Schlagzeuger der Pogues, Andrew Ranken, hatte auf dem ersten Album der Nyah Fearties einen Cameoauftritt als Sänger. Die Gruppe hatte jedoch keinen kommerziellen Erfolg und erreichte nie mehr als regionale Bekanntheit, obwohl sie noch heute eine treue Fangemeinde ihr Eigen nennen kann.
Im Jahr 1989 erschien Thunder and Consolation, das vierte Album der Post-Punk-Band New Model Army, das durch die starken Folk-Einflüsse und den Einsatz der Violine geprägt wurde. Seitdem wird auch diese Band mit dem Stil des Folk-Punks assoziiert. Das Album erreichte den 20. Platz in den britischen Charts, in Deutschland erhielt das Album eine Goldene Schallplatte.
In den 1990er Jahren erlangten unter anderem Bands wie die 1988 gegründeten The Levellers, The Mahones, Flogging Molly und Dropkick Murphys Bekanntheit, heute zählen diese zu den gefragtesten Gruppen des Folk-Punks. Die Alben der Bands erreichen oft hohe Chartpositionen, die erfolgreichsten Folk-Punk-Alben der letzten Jahre waren das 2011 veröffentlichte Flogging-Molly-Album Speed Of Darkness und das aus demselben Jahr stammende Going Out In Style der Dropkick Murphys.
Auch in den deutschsprachigen Ländern existiert eine Celtic Punk-Szene. Bekannte deutsche Bands sind z. B. Fiddler’s Green, The O’Reillys and the Paddyhats, Across the Border, The Porters und Mr. Irish Bastard. In Österreich sind beispielsweise Living Lâche und in Luxemburg Schëppe Siwen Vertreter der Stilrichtung. In Australien existierte von 1985 bis 1992 die Band Roaring Jack, deren Sänger Alistair Hulett später als Singer-Songwriter erfolgreich war. Heute sind The Rumjacks die wohl bekannteste australische Folk-Punk-Gruppe. In Kanada zählen die Real McKenzies zu den wichtigsten Folk-Punk-Bands, die Gruppe ist in Auftreten und Musikstil stark mit ihrer schottischen Herkunft verbunden. Auch die Chicagoer Band The Tossers und die Young Dubliners werden mit der Stilrichtung assoziiert.

## Bildergalerie

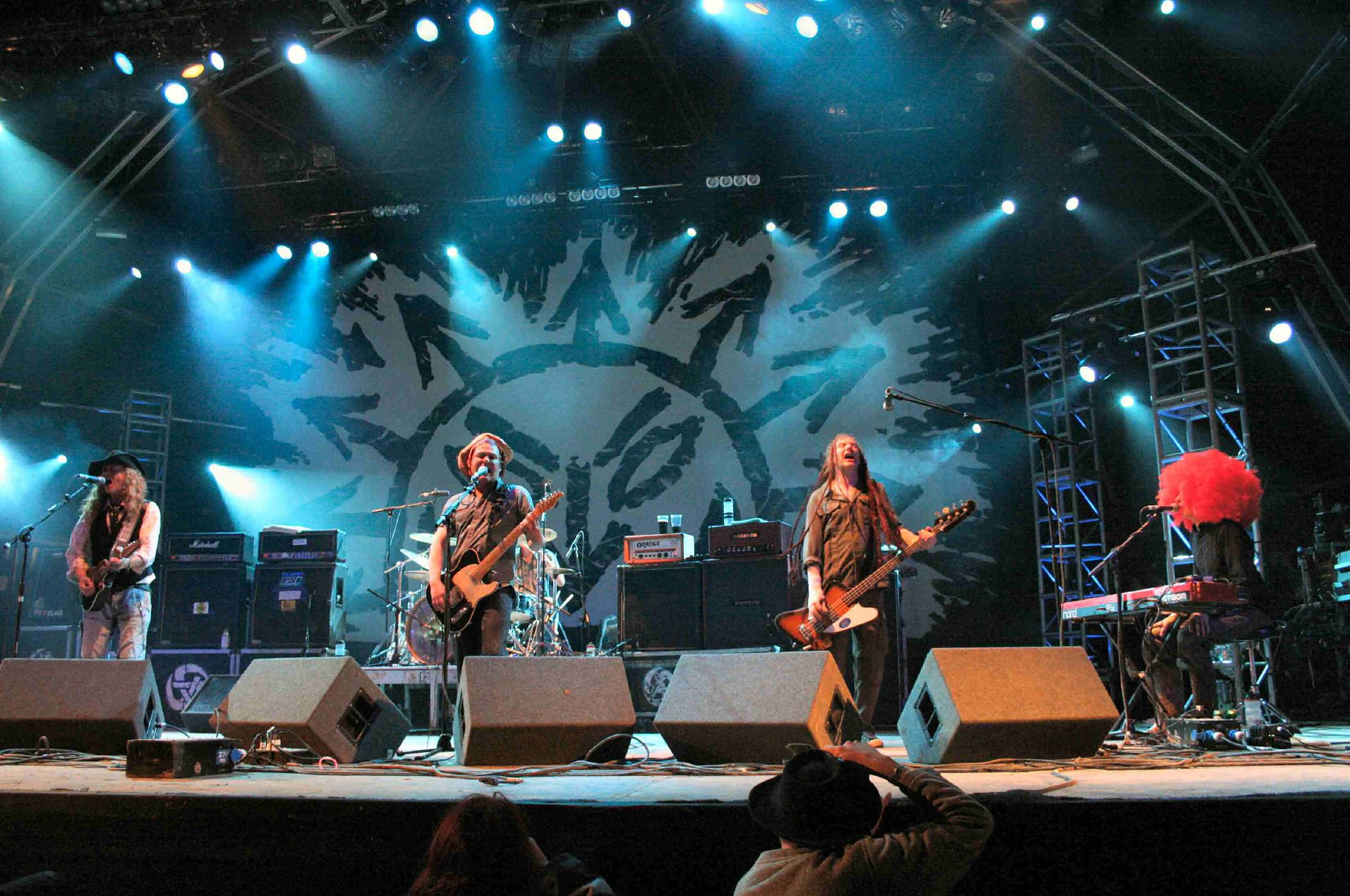
The Levellers
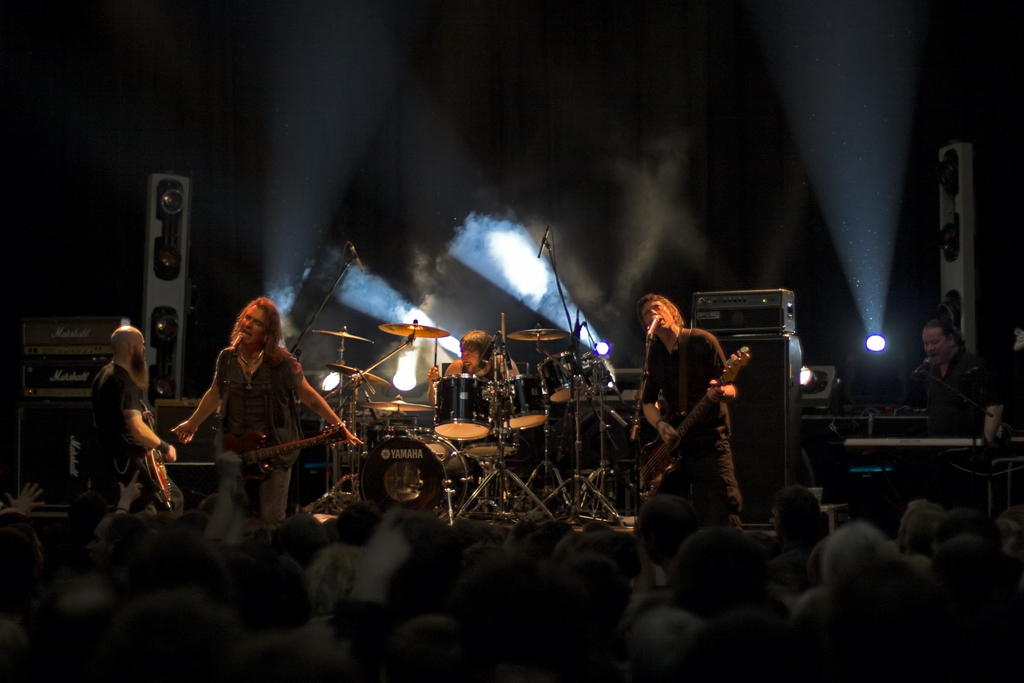
New Model Army
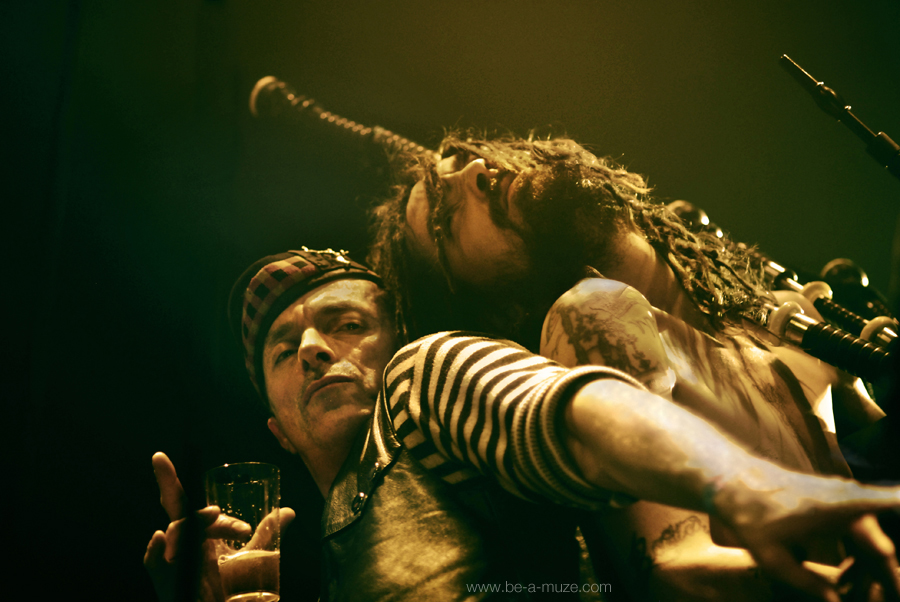
The Real McKenzies
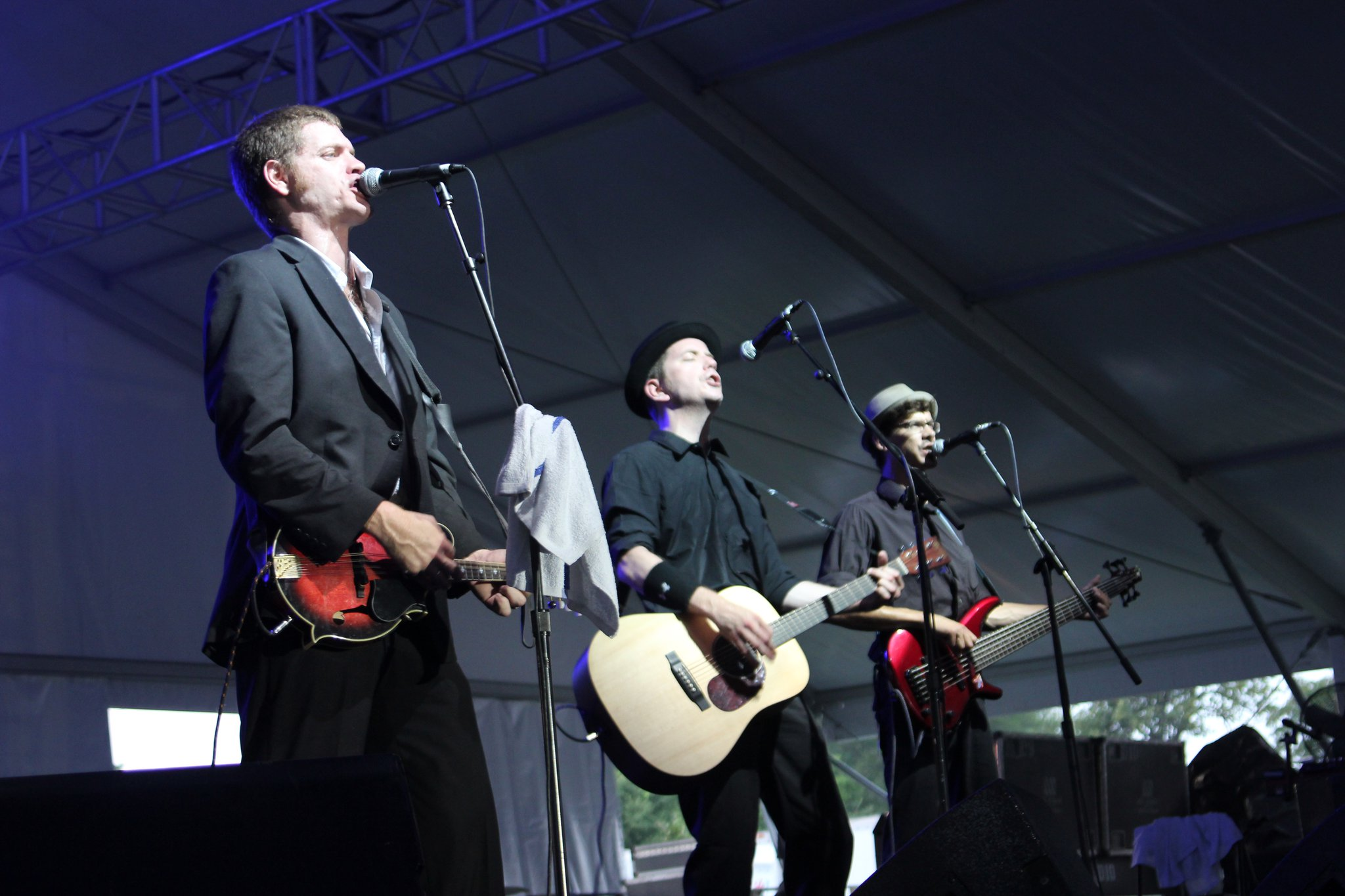
The Tossers
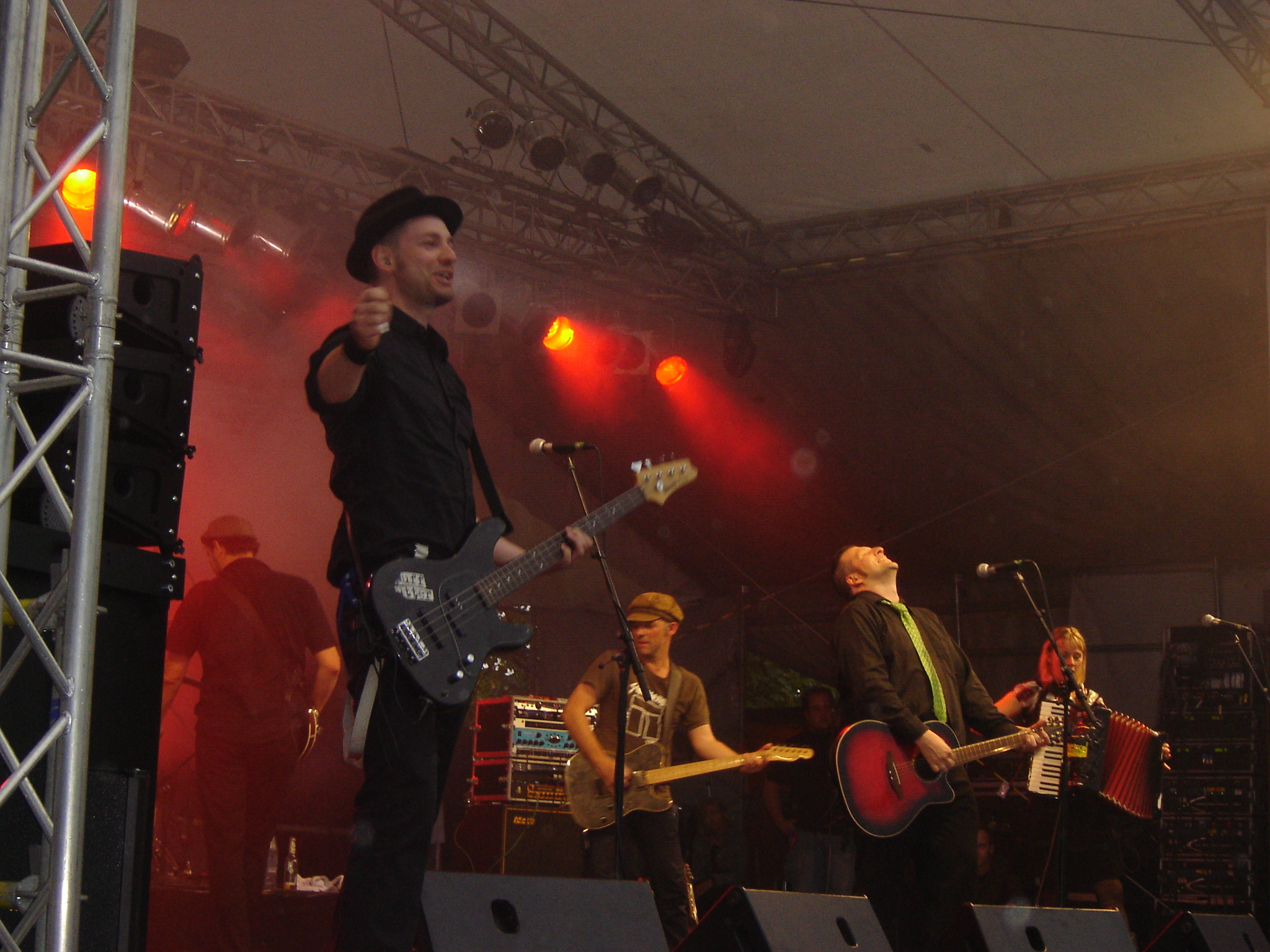
Mr. Irish Bastard
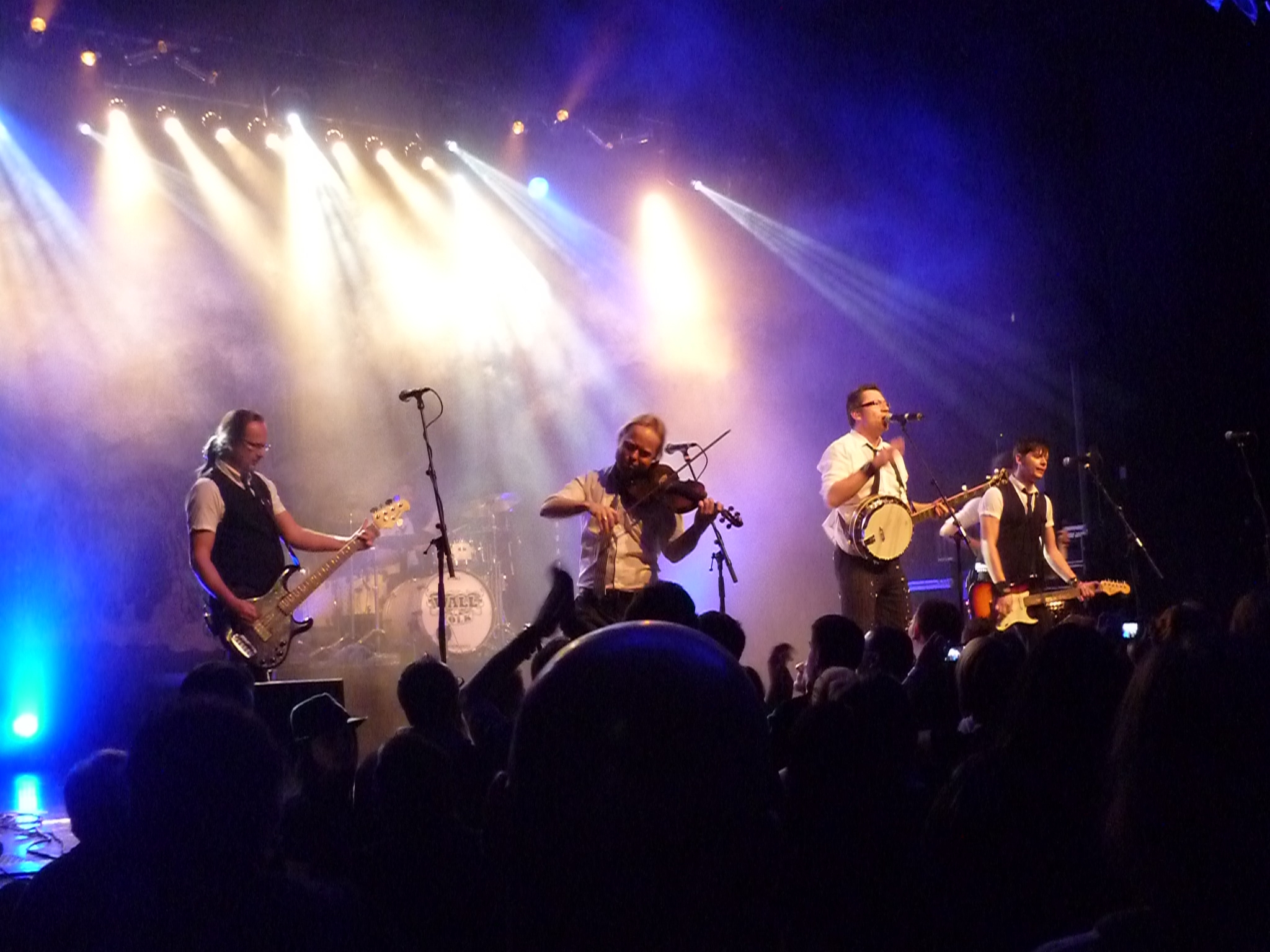
Fiddler’s Green